# Silte
Chama-se silte ou limo a todo e qualquer fragmento de mineral ou rocha menor do que areia fina e maior do que argila e que na escala de Wentworth, de amplo uso em geologia, corresponde a um diâmetro d no intervalo de 3,9 µm < d < 62,5 µm (0,0039 mm < d < 0,0625 mm).
De acordo com uma norma da ABNT, a NBR 6502, define-se silte como: "solo que apresenta baixa ou nenhuma plasticidade e que exibe baixa resistência quando seco ao ar. As propriedades dominantes de um determinado solo são devidas à partes constituídas pela fração silte. É formado por partículas com diâmetros compreendidos entre 0,002 mm e 0,06 mm".
Como a olho nu não seja possível distinguir o silte das argilas, elas podem ser separadas devido a sua plasticidade, que é pouca ou nenhuma no caso do silte.
O silte é produzido pelo esmigalhamento mecânico das rochas, ao contrário da erosão química que resulta nas argilas. Este esmigalhamento mecânico pode ser devido a ação de geleiras, pela abrasão, pela erosão eólica, (erosão produzida por vento), bem como pela erosão devido às águas, como nos leitos dos rios  e córregos.
O silte também é denominado de a poeira da pedra, especialmente quando produzido pela ação glacial. O silte pode ocorrer como um depósito ou como o material transportado por um córrego ou por uma corrente de oceano. O silte é facilmente transportado pela água e pode ser carregado a longas distâncias pelo ar como poeira.